# Reinhard Binder
Reinhard Binder (* 17. Oktober 1955) ist ein ehemaliger deutscher Fußballspieler, der von 1978 bis 1984 als Aktiver des SC Freiburg in der 2. Bundesliga 219 Spiele bestritten und dabei 18 Tore erzielt hat.

## Laufbahn
Ab dem achten Lebensjahr durchlief Reinhard „Bimbo“ Binder die gesamten Altersklassen in der Jugendabteilung des SC Freiburg. Der nur 1,62 m große Mittelfeldspieler – ausgestattet mit enormer Schnelligkeit, Spielwitz und technischen Fertigkeiten – brachte es insbesondere durch sein ebenfalls vorhandenes Kämpferherz rasch zum „Publikumsliebling“ im Dreisamstadion. In der Runde 1976/77 wurde der SC hinter dem Lokalrivalen Freiburger FC Vizemeister in der 1. Amateurliga Südbaden und nahm an den Spielen um die Deutsche Amateurmeisterschaft teil. 1978 folgte die Mannschaft von Präsident Achim Stocker dem FFC in die 2. Fußball-Bundesliga. Nach der Erringung der Meisterschaft in Südbaden vor dem FC Rastatt und dem FC Villingen setzte sich die Mannschaft um Torjäger Wolfgang Schüler und Spielmacher „Bimbo“ Binder in der Aufstiegsrunde gegen den SSV Ulm, SSV Reutlingen und FV Weinheim 09 durch. 
Mit Aufstiegstrainer Manfred Brief wurde der Start 1978/79 aber mit 0:14 Toren und 0:8 Punkten gehörig in den Sand gesetzt. Die Serie wurde am 29. Juli 1978 mit einer 0:2-Heimniederlage im Möslestadion – das Dreisamstadion musste erst noch zweitligatauglich gemacht werden – gegen Wormatia Worms eröffnet. Trainer Heinz Baas löste Brief ab Oktober 1978 ab und der SC erreichte den rettenden 15. Tabellenplatz. Binder fehlte nur in einem Rundenspiel, er kam auf 37 Einsätze und erzielte zwei Tore. SC-Torjäger Paul Dörflinger kam in der Torschützenliste der Südliga mit 20 Treffern hinter Eduard Kirschner (33), Uwe Sommerer (24) und Karl Allgöwer (23) auf den vierten Rang. Als weitere Leistungsträger zeichneten sich Klaus Bury, Joachim Löw, Günther Wienhold und Karl-Heinz Wöhrlin aus. Bezeichnend für die ersten Jahre des SC Freiburg in der 2. Liga waren die permanenten Trainerwechsel – Manfred Brief, Heinz Baas, Josef Becker, Norbert Wagner, Karl-Heinz Bente, Lutz Hangartner, Werner Olk, Fritz Fuchs – und die erschreckend schwachen Zuschauerzahlen. Im Debütjahr 1978/79 wird der Zuschauerschnitt mit 2132 und 1983/84, dem letzten Jahr mit Reinhard Binder, mit 3.047 ausgewiesen. Im DFB-Pokal des Jahres 1981, im Wiederholungsspiel in der 2. Hauptrunde am 28. Oktober 1980 gegen den 1. FC Köln – die Kölner wurden durch den Konditionstrainer Rolf Herings zu diesem Zeitpunkt für den entlassenen Karl-Heinz Heddergott betreut – erlebte Binder mit seinen Mannschaftskameraden aber beim überraschenden 3:1-Heimsieg, 17.000 begeisterte Zuschauer in Freiburg. Nach der Runde 1983/84, Trainer Fritz Fuchs hatte in 30 Spielen auf die Regiekünste von „Bimbo“ Binder vertraut, wechselte er nach 219 Zweitligaspielen mit 18 Toren in das Amateurlager zurück und spielte die Runde 1984/85 beim Offenburger FV in der Amateuroberliga Baden-Württemberg. Ab 1985 folgten noch drei Runden beim Freiburger FC, mit dem er 1986 und 1988 die Vizemeisterschaften in der AOL Baden-Württemberg erringen konnte.
Beruflich war Reinhard Binder in der Oberfinanzdirektion in Freiburg beschäftigt und betätigte sich nach seiner Spielerkarriere erfolgreich als Trainer im südbadischen Amateurfußball, u. a. in Elzach, Oberried, Rhodia Freiburg und Oberweier. Reinhard Binder war von 2009 bis 2022 in verschiedenen Funktionen im Vorstandsteam des Freiburger FC tätig.

## Privat
Binder hat zwei Söhne (* 1984 und 1987).